# Дипхейвен (город, Миннесота)
Дипхейвен (англ. Deephaven) — город в округе Хеннепин, штат Миннесота, США. На площади 6,2 км² (6,1 км² — суша, 0,2 км² — вода), согласно переписи 2010 года, проживают 3642 человека. Плотность населения составляет 593,3 чел./км².
- Телефонный код города — 952
- Почтовый индекс — 55331, 55391
- FIPS-код города — 27-15148[1]
- GNIS-идентификатор — 0642705[2]